# Каринское сельское поселение (Владимирская область)
Каринское сельское поселение — муниципальное образование в Александровском муниципальном районе Владимирской области России.
Административный центр — село Большое Каринское.

## География
Территория сельского поселения расположена в основном к югу от Александрова.  Площадь — 432,6 км². По территории муниципального образования протекают реки Вздериножка, Грязевка, Молокча, Пичкура, Серая.

## История
Каринский сельсовет был образован в 1920-х годах в составе Александровской волости Александровского уезда Владимирской губернии. С 1929 года в составе Александровского района Александровского округа Ивановской Промышленной области, с 1941 года — в составе Струнинского района Ивановской области, с 1944 года — в составе Владимирской области. В 1959 году в сельсовет передана большая часть территории упразднённого Ямского сельсовета. В 1965 году сельсовет вновь вошёл в состав Александровского района.
Каринское сельское поселение образовано 16 мая 2005 года в соответствии с Законом Владимирской области № 61-ОЗ. В его состав вошли территории бывших сельских советов (с 1998 года — сельских округов): Каринского, Лизуновского, Махринского.

## Население
| 2010  | 2011  | 2012  | 2013  | 2014  | 2015  | 2016  | 2017  | 2018  |
| ----- | ----- | ----- | ----- | ----- | ----- | ----- | ----- | ----- |
| 2104  | ↘2094 | ↘2079 | ↘2011 | ↘1875 | ↘1815 | ↘1751 | ↘1713 | ↘1707 |
| 2019  | 2020  | 2021  |       |       |       |       |       |       |
| ↗1746 | ↗1860 | ↗2671 |       |       |       |       |       |       |

## Состав сельского поселения
| №  | Населённый пункт  | Тип населённого пункта       | Население |
| -- | ----------------- | ---------------------------- | --------- |
| 1  | Алабухино         | деревня                      | ↗12       |
| 2  | Алексино          | деревня                      | ↘20       |
| 3  | Афонасово         | деревня                      | ↗33       |
| 4  | Большое Каринское | село, административный центр | ↘315      |
| 5  | Большое Шимоново  | деревня                      | ↗39       |
| 6  | Бухары            | деревня                      | ↘101      |
| 7  | Ведево            | деревня                      | ↗2        |
| 8  | Воскресенское     | деревня                      | ↗48       |
| 9  | Гавшино           | деревня                      | ↗2        |
| 10 | Гидеево           | деревня                      | ↗44       |
| 11 | Григорово         | деревня                      | ↘69       |
| 12 | Данилково         | деревня                      | ↗8        |
| 13 | Данилково         | деревня                      | ↗8        |
| 14 | Дарьино           | деревня                      | ↗43       |
| 15 | Дубки             | деревня                      | →0        |
| 16 | Жабрево           | деревня                      | →32       |
| 17 | Жари              | деревня                      | →0        |
| 18 | Жуклино           | деревня                      | ↗85       |
| 19 | Зеленцино         | деревня                      | ↗103      |
| 20 | Ивановское        | деревня                      | ↗95       |
| 21 | Каменка           | деревня                      | ↘5        |
| 22 | Коведяево         | деревня                      | ↗4        |
| 23 | Комшилово         | деревня                      | ↗63       |
| 24 | Коровино          | деревня                      | ↗17       |
| 25 | Курганиха         | деревня                      | ↗36       |
| 26 | Лизуново          | деревня                      | ↘184      |
| 27 | Малиново          | деревня                      | ↗10       |
| 28 | Малое Каринское   | деревня                      | ↗77       |
| 29 | Малое Шимоново    | деревня                      | ↗5        |
| 30 | Марёнкино         | деревня                      | ↗90       |
| 31 | Марино            | деревня                      | ↗156      |
| 32 | Махра             | село                         | ↗271      |
| 33 | Мелехино          | деревня                      | ↗7        |
| 34 | Неглово           | деревня                      | ↗26       |
| 35 | Нововоскресенское | деревня                      | ↗55       |
| 36 | Новожилово        | деревня                      | ↗50       |
| 37 | Перематкино       | деревня                      | ↗28       |
| 38 | Песочная          | деревня                      | ↘0        |
| 39 | Петраково         | деревня                      | ↘6        |
| 40 | Плеханы           | деревня                      | ↗17       |
| 41 | Площево           | деревня                      | ↗35       |
| 42 | Романовское       | село                         | ↗58       |
| 43 | Рыкулино          | деревня                      | ↗28       |
| 44 | Снятиново         | деревня                      | ↗39       |
| 45 | Старинки          | деревня                      | ↗2        |
| 46 | Старово           | деревня                      | ↗20       |
| 47 | Степково          | деревня                      | ↘89       |
| 48 | Таратино          | деревня                      | ↗34       |
| 49 | Торфопредприятия  | посёлок                      | ↗16       |
| 50 | Федоровское       | деревня                      | ↗11       |
| 51 | Шаблыкино         | деревня                      | ↗83       |
| 52 | Шиклово           | деревня                      | ↗67       |
| 53 | Юрцово            | деревня                      | ↗23       |

## Транспорт
Автодорога Александров — Струнино